# Col du Rayol
Pour les articles homonymes, voir Rayol (homonymie).
Le col du Rayol est un col situé dans le Massif central en France. Il se trouve dans le département de la Haute-Loire, à une altitude de 1 235 mètres, sur la route nationale 88.